# Кийоко, Хейли
Хе́йли Кийо́ко Алкрофт (англ. Hayley Kiyoko Alcroft; род. 3 апреля 1991, Лос-Анджелес, Калифорния, США) — американская актриса, танцовщица, певица и музыкант.

## Биография
Хейли родилась 3 апреля 1991 года в Лос-Анджелесе, штат Калифорния, в семье актёра Джейми Алкрофта и фигуристки Сары Кавахара. Её мать родом из Канады и имеет японское происхождение, а отец родом из Огайо, и имеет английское и ирландское происхождение.
Хейли создала группу «Hede», и выпустила пять песен на Myspace, а также сняла видео на песню «Warehouse». Группа распалась в 2008 году. Также, с 2007 года была участницей группы «The Stunners», пока она не распалась в 2011 году.

## Карьера
Известна ролью Стиви Николс из телесериала «Волшебники из Вэйверли Плэйс» (2010) и Стеллы Ямада из фильма «Лимонадный рот» (2011). Но популярность ей принесла роль Велмы Динкли в фильме «Скуби-Ду 3: Тайна начинается» и «Скуби-ду 4: Проклятье озёрного монстра». Также играла в ситкоме «Нетакая» (2007) и фильме «Голубая лагуна» (2012), сериалах «Зик и Лютер» и «Как попало!». Кроме того, Хейли сыграла в сериале «Дневники вампира» в 5 сезоне 1 серии.
В 2014 году появилась в 5 эпизодах в телесериале «Фостеры», где сыграла роль Габи.
С 2015 по 2016 год играла одну из главных ролей в телесериале «C.S.I.: Киберпространство».
В 2015 году выпустила клип «Girls Like Girls».

## Личная жизнь
14 августа 2017 года в интервью для журнала Elle Хейли совершила каминг-аут как лесбиянка.

## Избранная фильмография
| Год       |     | Русское название                       | Оригинальное название                 | Роль                 |
| --------- | --- | -------------------------------------- | ------------------------------------- | -------------------- |
| 2007      | с   | Нетакая                                | Unfabulous                            | Rapping/Dancing Girl |
| 2009      | тф  | Скуби-Ду 3: Тайна начинается           | Scooby-Doo! The Mystery Begins        | Велма Динкли         |
| 2010      | с   | Волшебники из Вэйверли Плэйс           | Wizards of Waverly Place              | Стиви Николс         |
| 2010      | тф  | Скуби-Ду 4: Проклятье озёрного монстра | Scooby-Doo! Curse of the Lake Monster | Велма Динкли         |
| 2011      | тф  | Лимонадный рот                         | Lemonade Mouth                        | Стелла Ямада         |
| 2011      | с   | Зик и Лютер                            | Zeke and Luther                       | Suzi Vandelintzer    |
| 2011      | с   | Как попало!                            | So Random!                            | саму себя            |
| 2012      | тф  | Голубая лагуна                         | Blue Lagoon: The Awakening            | Хелен                |
| 2012      | кор | —                                      | Adrift                                | Джесс                |
| 2013      | с   | Дневники вампира                       | The Vampire Diaries                   | Меган Кинг           |
| 2014      | с   | Фостеры                                | The Fosters                           | Габи                 |
| 2014      | ф   | Привет, меня зовут Фрэнк               | Hello, My Name Is Frank               | Алиса                |
| 2015—2016 | с   | C.S.I.: Киберпространство              | CSI: Cyber                            | Рейвен Рамирес       |
| 2015      | ф   | Астрал 3                               | Insidious: Chapter 3                  | Мэгги                |
| 2015      | ф   | Джем и Голограммы                      | Jem and the Holograms                 | Айа                  |
| 2016      | ф   | —                                      | XOXO                                  | Шенни                |
| 2017      | ф   | —                                      | Becks                                 | Люси                 |
| 2018      | с   | Пять точек                             | Five points                           | Лекси Химитцу        |

## Дискография

#### Альбомы
- Expectations
- I'm Too Sensitive For This Shit

Мини-альбомы
- A Belle to Remember
- This Side of Paradise
- Citrine

Синглы
- «A Belle to Remember»
- «Rich Youth»
- «This Side of Paradise»
- «Give It All»
- «Girls Like Girls»
- «Cliff’s Edge»
- «Gravel to Tempo»
- «One Bad Night»
- «Pretty Girl»
- «Palace»
- «Sleepover»
- «Feelings»
- «Curious»
- «Let It Be»
- «I Wish»
- «Demons»
- «L.O.V.E. Me»
- «Runaway»